# Hornolužická srbština
Hornolužická srbština nebo též hornolužičtina je z obou vymírajících lužických jazyků lépe zachovalá co do znalosti mezi dvojjazyčným obyvatelstvem a co do kulturního zázemí. Oblast jejího rozšíření, Horní Lužice ve východním Německu, leží jižněji a blíže k hranicím České republiky než území s dolnolužickými mluvčími.
Lužickosrbské jazyky patří do západní větve slovanské jazykové skupiny. Jsou také známy pod vágním pojmem vendština, který ovšem někdy také označuje jazyk Polabských Slovanů, polabštinu. Ve standardu ISO 639-2 dříve sdílely jediný třípísmenný kód wen, jde však o dva spisovné, byť vzájemně srozumitelné jazyky, postavené na dvou různých nářečích. V roce 2005 byl oběma jazykům přidělen samostatný kód dsb pro dolní lužickou srbštinu a hsb pro horní lužickou srbštinu.

## Historie a rozšíření

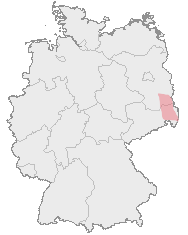
Mapa ukazující oblast obydlenou Lužickými Srby

První tištěná kniha v hornolužické srbštině byla vydána v roce 1595 (překlad Lutherova Malého katechismu).
I po odtržení od Zemí české koruny a připojení k Sasku roku 1635 byly udržovány intenzivní styky zejména mezi hornolužickými a českými katolíky a to především na úrovni studijní a intelektuální, kdy větší část hornolužických intelektuálů studovala v Praze, kde byl na Malé Straně roku 1724 založen Lužický seminář. Tyto intenzivní studijní a intelektuální styky hornolužických Srbů s Čechy měly velký vliv na další sbližování hornolužické srbštiny s češtinou a později na přejímání českých znaků a to i takových, které v hornolužické srbštině nelze vyslovit (například „h“).
V 19. století proběhlo národní obrození.
V poválečných letech ve Varnsdorfu fungovalo lužickosrbské gymnázium, které vychovalo velkou část z poválečné lužickosrbské inteligence (jde např. o spisovatele Jurije Brězana, Jana Wornara, Jurije Kocha a Jewu-Marju Čornakec; malíře Jana Buka, Měrćina Nowaka a Hanku Krawcovou či hudebníky Bjarnata Krawce, Jana Rawpa nebo Detlefa Kobjelu).
Dnes je hornolužická srbština chráněný menšinový jazyk, hovoří jím přibližně 20 000 – 40 000 lidí. Vznikají mateřské školy, kde se mu mají děti naučit, když jim ho vlastní rodiče nedokázali předat (projekt WITAJ). Vyučuje se na základních školách na dvou úrovních – jako jazyk vyučovací a jako jazyk nepovinně vyučovaný; dále existuje lužickosrbské gymnázium. Na vysoké škole v Postupimi mají Lužičtí Srbové vlastní lužickosrbský dům. V zemském televizním vysílání je jednou za měsíc uváděn půlhodinový program v hornosrbštině – Wuhladko – který moderuje Bogna Korjeńkowa. V Budyšíně funguje tzv. Němsko-Serbske dźiwadło, které mimo her v němčině uvádí asi tři hry ročně v hornosrbštině.
Jazyk je přes úbytky stále životaschoný a plnohodnotný. Nejsilnější zachování jazyka užívaného v každodenním životě je nyní zejména v obcích katolické Horní Lužice, severozápadně od Budyšína. Jsou to místa: Ralbice/Ralbitz, Róžant/Rosenthal, Worklecy/Räckelwitz, Njebjelčicy/Nebelschütz, Chrósćicy/Crostwitz, Pančicy-Kukow/Panschwitz-Kuckau, Radwor/Radibor, Wotrow/Ostro, Baćon/Storcha, Hrubjelčicy/Grubschütz.
Za centrum lužické kultury je považováno město Budyšín (hornosrbsky Budyšin, německy Bautzen) nedaleko Drážďan. Ve městě a okolí se nacházejí dvojjazyčné nápisy.
Malá komunita lužických emigrantů si také uchovávala svůj jazyk v Texasu v Lee County, kde je pod vlivem okolní němčiny i angličtiny. Malá komunita je i v Austrálii, zde se však jazyk neudržel hlavně pod vlivem němčiny a také angličtiny.

## Charakteristika
V hornolužické srbštině se praslovanské „G“ změnilo na „H“, tedy stejně jako v češtině, slovenštině a bezvýhradně rusínštině a ukrajinštině. Slabikotvorné „R“ a „L“ chybí, před počáteční „O“ se předsouvá „W“ (wón, wokno).
Zvláštností je dvojné číslo (duál), které bylo i v češtině, ale téměř z ní vymizelo; například dwojo mužojo, dwaj dobraj prećelej. Dvojné číslo či podvojné číslo (třeba v případě lužické srbštiny) – vlastně není číslovka – ale odlišný tvar jiného slova, které se používá ve větě, která naznačuje, že je vlastně řeč o dvojici, či páru – což se  nevyjadřuje ani běžnou číslovkou dva, „dvě“ – ani párovou číslovkou „oba“ (která v češtině trochu nahrazuje podvojné číslo) – ale věta s podvojným číslem se liší od věty s množným číslem typickým tvarem koncovky znějící „-ou“ či „-au“ buďto v podstatném jménu (tedy podmětu) nebo slovesu (tedy přísudku), na rozdíl od vět s množným číslem, kde se tato koncovka  slov s tvarem zakončeným na „-ou“ či „-au“ nepoužívá.[zdroj?]
Dalšími zvláštními tvary v jazyce jsou minulé časy. Minulost se podobně jako v češtině – kde pravý minulý čas – perfektum – již prakticky vymizel, vyjadřuje z morfologického hlediska předpřítomným časem – sestávajícího z pomocného slovesa být ve tvaru přítomného času – a z významového slovesa v příčestí minulém. Na rozdíl od češtiny se v lužické srbštině používá pomocné slovese být i ve třetí osobě. Další odlišností lužické srbštiny, že z morfologického hlediska pravý minulý čas se u sloves přece jen zachoval – jako  imperfektum , a zachovala se zde i dávná minulost – aorist což je svébytný, nepříliš používaný slovní tvar.[zdroj?]
Pro hornolužickou srbštinu platí, že zvláště v okrajových územích je mísena s češtinou, polštinou a dolnosrbskou řečí, a proto ačkoliv je ustálená spisovná forma, lze nalézt velké odchylky – viz dwaj mužojo w lěsě – dwja mužoj w lasě, žro – žor, krawa – karwa, krkawc – karkauc atd.

## Abeceda a výslovnost

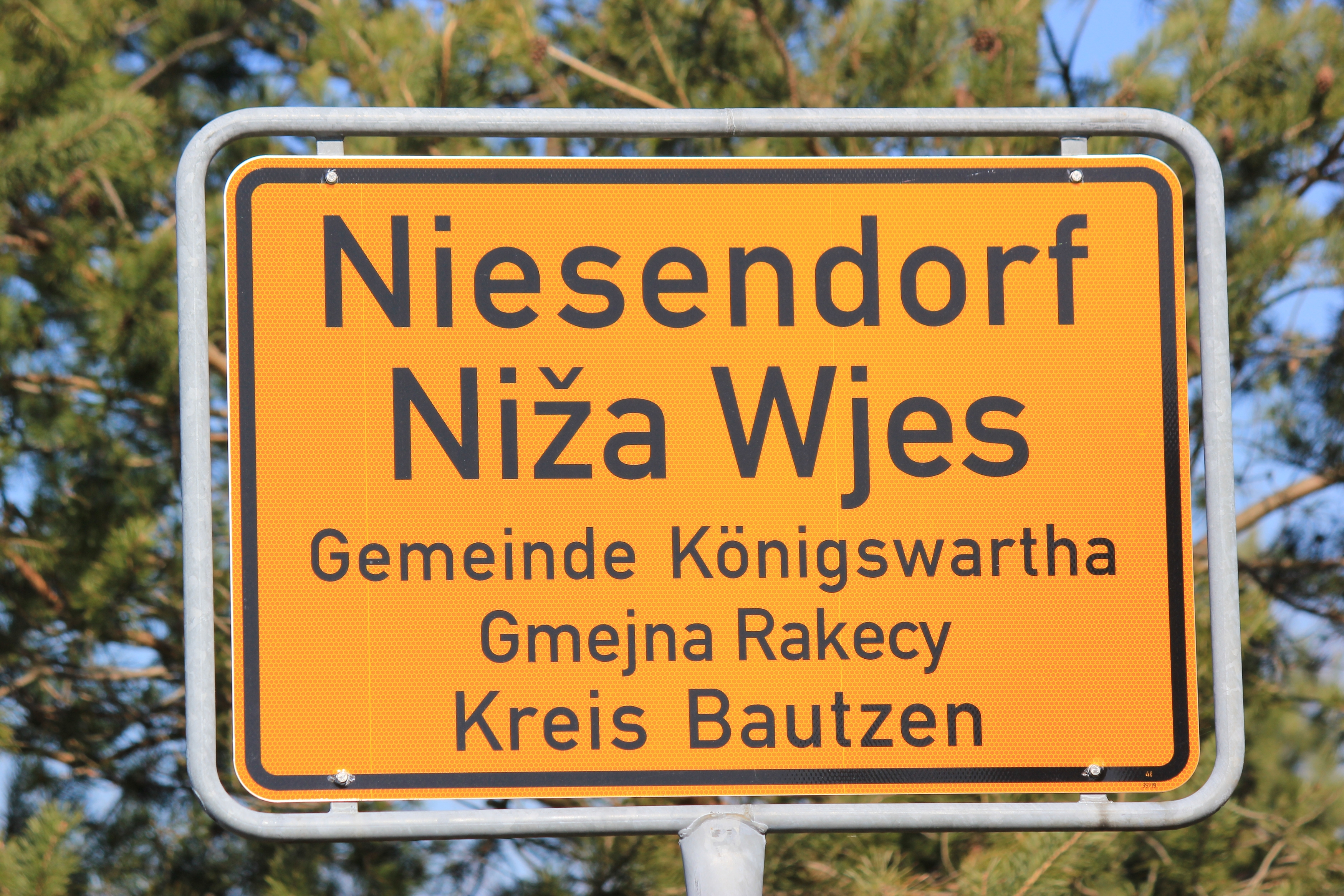
Dvojjazyčná cedule s názvem obce Niža Wjes/Niesendorf v hornolužičtině a němčině

Hornolužická abeceda obsahuje 34 písmen. Je tvořena standardní anglickou latinkou o 23 písmenech (bez q, v, x), ke které je navíc přidáno písmeno ch a dalších 10 znaků se třemi diakritickými znaménky:
- s háčkem č, ě, ř, š, ž
- s čárkou ć, dź, ń, ó
- s přeškrtnutím ł

Na rozdíl od polské abecedy obsahuje písmena č, dź, ch, ř, š, ž a naopak neobsahuje písmena ą, ś, ż.
Na rozdíl od dolnolužické abecedy obsahuje písmena ř, dź a naopak neobsahuje písmena ŕ, ś, ź.
| a | b | c | č | ć | d | dź | e | ě | f | g | h | ch | i | j | k | ł | l | m | n | ń | o | ó | p | r | ř | s | š | t | u | w | y | z | ž |
| A | B | C | Č | Ć | D | DŹ | E | Ě | F | G | H | CH | I | J | K | Ł | L | M | N | Ń | O | Ó | P | R | Ř | S | Š | T | U | W | Y | Z | Ž |

Níže se nachází porovnání hornolužické abecedy s abecedou dolnolužickou a polskou.
| H srb.   | a |   | b | c | č | ć | d | dź | e | ě |   | f | g | h | ch | i | j | k | ł | l |   | m | n | ń | o | ó | p | r | ř |   | s | š |   | t | u | w | y | z | ž |   |   |
| D srb.   | a |   | b | c | č | ć | d |    | e | ě |   | f | g | h | ch | i | j | k | ł | l |   | m | n | ń | o | ó | p | r |   | ŕ | s | š | ś | t | u | w | y | z | ž | ź |   |
| Polština | a | ą | b | c |   | ć | d |    | e |   | ę | f | g | h |    | i | j | k |   | l | ł | m | n | ń | o | ó | p | r |   |   | s |   | ś | t | u | w | y | z |   | ź | ż |

Výslovnost je v zásadě podobná jako u českých protějšků písmen. Dále jsou uvedeny pouze rozdíly.
- ć – vyslovuje se jako Č
- dź – vyslovuje se jako DŽ
- e – jako v češtině, ale před měkkou souhláskou se vyslovuje jako EJ
- ě – vyslovuje se jako IE (nebo téměř jako I) – pouze v první slabice (pokud není předpona); před měkkou souhláskou se vyslovuje jako EJ
- h – před souhláskou a na konci slova se nevyslovuje
- ch – na začátku slova se vyslovuje jako K se slabým přídechem (KH)
- i, y – tyto dvě samohlásky se vyslovují rozdílně – podobně jako ruské I/Y, Y se čte jako anglické ə
- ł, w – vyslovují se jako zvuk mezi V a U (nebo téměř jako U; vlastně podobně jako anglické W) (po Ł nemůže následovat E nebo I; avšak pozor mały-małe atd.)
- w – na začátku slova před souhláskou se nevyslovuje
- ł, r – na konci slov po souhláskách se nevyslovují
- ń – vyslovuje se jako JN – pouze na konci slova nebo před souhláskou (odpovídá českému Ň – před ě a i se píše ně a ni, před a, e, o, ó, u se píše nja, nje, njo, njó, nju)
- ó – vyslovuje se jako UO (nebo téměř jako U) – pouze v první slabice (pokud není předpona)
- ř – vyskytuje se pouze jako PŘ, KŘ – zde je výslovnost PŠ, KŠ – nebo ve skupině TŘ – zde je výslovnost TSJ
- w – na konci slov nebo před souhláskou se vyslovuje jako U (W) nebo se nevyslovuje (na konci slov se -OW čte jako -OU)
- ž – zejména před Ž se občas čte A, E, Ó jako AJ, EJ, UOJ (zejména v tež, kedžbu, kaž, kóždy, chěža)
- f, g – výskyt v cizích nebo zvuk napodobujících slovech
- q, v, x – použití naprosto výjimečně v cizích slovech
- o, u – pokud je na začátku slova, je vždy předraženo písmenem w (výjimky cizí slova)
- po h, ch, k, l se vždy píše i (výjimky cizí slova)
- po c, z, s, ł se vždy píše y (výjimky cizí slova)
- měkké souhlásky – č ć š ž dź j l
- obojetné souhlásky – m n p b r w f
- záporka ne – překládá se jako nje (výjimka slovesa nimam (nemám) a nochcu (nechci) )
- koncovka -cký – překládá se jako -ski

Setkáváme se se souhláskami, které mají velmi odlišnou výslovnost, a sice s „Ć“ a „DŹ“ (č-čej, ć-ćet, ě-ět, j-jot, ł-eł, ó-ót, w-wej, y-ypsilon).
- Souhláska „Ć“ nahrazuje české „T“ či „Ť“ (ćěło (tělo), ćeńki (tenký), ćichi (tichý) atd.), objevuje se také jako zakončení infinitivu: čitać, sedźeć, wuknyć (učit se), spěwać atd.
- Souhláska „DŹ“ nahrazuje české „D“ a „Ď“ (dźěći (děti), dźěłać (dělat), nadźija (naděje), dźesać (deset), njedźela (neděle) atd.)

Každodenním střídáním němčiny a hornolužické srbštiny dochází ke zkomolené výslovnosti a častému používání nespisovných výrazů, a tak se normou jazykové čistoty stává kazatelna a škola.

## Slovní zásoba
Slovní zásoba obsahuje hodně slov z němčiny a češtiny.
Obecná charakteristika hornolužické slovní zásoby:
- ve slovní zásobě se dodnes zachovala některá staročeská slova: calta (houska), knjeni (paní) či dyrbjeć (muset)
- nacházíme tu všeslovanské výrazy: woda, zemja, čłowjek, chlěb, morjo, njebjo, lěs, zwěrjo, běły, nowy, modry, stary, chodźić, spać, čitać, dźesać, čerwjeny aj.
- některá slova byla převzata z češtiny: hudźba, dźiwadło, wobrazowka, spisowaćel atd.
- některá byla přejata z němčiny: špihel (Spiegel, zrcadlo), měca (Mütze, čepice), hamor (Hammer, kladivo) aj.
- zvláštní skupinu tvoří slova, která zřejmě pocházejí ze zaniklého jazyka Polabských Slovanů, a sice: kedźbu (pozor), nan (otec), kołp (labuť), nop (lebka), žro (jádro), cyroba (potrava), kłok (šíp) atd.
- slovní zásoba se také průběžně doplňuje moderními výrazy: syćomłóćawa (kombajn), pjerobul (badminton), tačel (gramodeska), zynkopask (magnetofonový pásek), šuskaty honjak (trysková stíhačka) aj.

## Příklady

### Číslovky
| Hornolužicky | Česky |
| jedyn        | jeden |
| dwaj         | dva   |
| tři          | tři   |
| štyri        | čtyři |
| pjeć         | pět   |
| sěsć         | šest  |
| sydom        | sedm  |
| wosom        | osm   |
| dźewjeć      | devět |
| dźesać       | deset |

## Vzorový text

### Všeobecná deklarace lidských práv
| hornolužicky | Wšitcy čłowjekojo su wot naroda swobodni a su jenacy po dostojnosći a prawach. Woni su z rozumom a swědomjom wobdarjeni a maja mjezsobu w duchu bratrowstwa wobchadźeć. |
| dolnolužicky | Wšykne luźe su lichotne roźone a jadnake po dostojnosći a pšawach. Woni maju rozym a wědobnosć a maju ze sobu w duchu bratšojstwa wobchadaś.                            |
| česky        | Všichni lidé se rodí svobodní a sobě rovní co do důstojnosti a práv. Jsou nadáni rozumem a svědomím a mají spolu jednat v duchu bratrství.                              |